# Инцидент с армянским Ми-24
Инцидент с армянским Ми-24 — уничтожение вооружёнными силами Азербайджана армянского военного вертолёта Ми-24, произошедшее 12 ноября 2014 года в зоне Карабахского конфликта, в непосредственной близости от линии соприкосновения азербайджанских и армянских войск. Это первый подобный инцидент в Карабахском конфликте после подписания соглашения о прекращении огня в мае 1994 года.
В результате крушения вертолёта погибли трое военнослужащих ВВС Армении: командир, майор Сергей Саакян, старший лейтенант Саркис Назарян и лейтенант Азат Саакян. Азербайджанский военнослужащий, сбивший из ПЗРК «Игла» армянский вертолёт, — сверхсрочник Илькин Мурадов — был представлен к медали «За отличие на воинской службе» 3-й степени. В свою очередь, погибшие члены экипажа сбитого вертолёта были посмертно награждены медалями Армии обороны непризнанной Нагорно-Карабахской Республики (НКР) «За отвагу».

## Предыстория
В конце 1980-х годов, в регионе вспыхнул карабахский конфликт, вылившийся к 1992 году в полномасштабную войну, между армянскими силами Нагорного Карабаха, поддерживаемыми Арменией с одной стороны и Азербайджаном с другой. После нескольких лет кровопролитных боев, 12 мая 1994 года представители Азербайджана, Армении и НКР подписали соглашение о прекращении огня. Подписание соглашения о прекращении огня закончило активную фазу военных действий в регионе и позволило перейти к мирным переговорам о статусе региона. В результате конфликта на территории бывшей НКАО и прилегающих территорий была образована де-юре непризнанная мировым сообществом, де-факто независимая Нагорно-Карабахская Республика.

## Последние события
В июле 2014 года в результате ожесточенных столкновений на линии разделения погибли десятки военнослужащих как с армянской, так и с азербайджанской стороны.
С 6 ноября, почти за неделю до инцидента, в НКР начались оперативно-тактические учения «Единство 2014», которые продолжались и в день уничтожения вертолёта. На учениях были представлены Вооружённые силы Армении и Нагорно-Карабахской республики. По словам азербайджанских жителей прифронтовых сёл Агдамского района, были отчётливо слышны звуки выстрелов, производимых во время учений.

## Версии случившегося

### Азербайджанская версия
Пресс-служба министерства обороны Азербайджана заявила, что сбитый вертолёт Ми-24 был вертолётом вооружённых сил Республики Армения. В сообщении минобороны Азербайджана говорится, что уничтоженный вертолёт Ми-24 был приписан к 15-й вертолётной базе, дислоцированной на военном аэродроме «Эребуни» ВС Армении вблизи Еревана, и все три члена экипажа вертолёта были офицерами ВВС Армении.
По заявлению пресс-службы Минобороны Азербайджана вертолёт был сбит в 1700 метрах северо-восточнее от села Кенгерли Агдамского района и упал близ села Чеменли Агдамского района Азербайджана, на территории, контролируемой азербайджанскими военными, в 500 метрах от азербайджанских позиций, на место падения были направлены техника и личный состав вооружённых сил Азербайджана.
В распространенной сразу после инцидента информации Министерства обороны Азербайджана говорится: «вражеская военная авиация, проводящая над нашими позициями продолжительные боевые манёвры, сегодня более явно выйдя на боевой курс, попыталась открыть огонь по нашим позициям. 12 ноября в 13:45 вертолёт Ми-24, принадлежащий ВС Армении, следуя боевым курсом в 1700 метрах к северо-востоку от села Кенгерли Агдамского района, атаковал азербайджанские позиции. В результате огня, открытого с азербайджанских позиций, вражеский вертолёт был сбит».
Согласно заявлению МИД Азербайджана, «12 ноября, в продолжение провокационных боевых полётов, наблюдаемых в течение последних трёх дней, два вертолёта типа Ми-24, принадлежащие военно-воздушным силам Республики Армении, перейдя в наступление на позиции азербайджанской армии, расположенные на передовой линии защиты, открыли огонь. Ответным огнём один из вертолётов был сбит, другой был вынужден покинуть огневую зону».
Министр обороны Азербайджана Закир Гасанов наградил командира отделения, сверхсрочника Мурадова Илькина Мамед оглы за проявленное мужество. Илькин Мурадов был награждён медалью «За отличие на воинской службе» 3-й степени и ценными подарками. В пресс-службе минобороны Азербайджана сообщается, что азербайджанский военнослужащий открыл огонь по двум вертолётам, один из которых был сбит, а второй успел скрыться. В сообщении пресс-службы азербайджанского оборонного ведомства говорится, что сбивший вертолёт Илькин Мурадов «проявив бдительность и героизм, сбил вражескую машину, выполняя служебную обязанность».
Позже сам командир звена Илькин Мурадов рассказал в интервью газете «Azərbaycan Ordusu» о том, как сбивал армянский вертолёт:
Я стоял наготове на стартовой позиции. В начале мы услышали далекий звук вражеских вертолетов. Затем мы наблюдали за мишенями в бинокль и увидели, что прямо на нас летят два вертолета Ми-24. Мы получили приказ об уничтожении целей в случае нарушения ими воздушного пространства  и их вторжения в зону обороны нашей военной части. Вертолеты на высокой скорости приблизились к нашим окопам и начали обстреливать наши позиции и посты. В ответ наши бойцы на передовой открыли огонь из автоматов и пулеметов по технике врага, после чего вертолеты взяли курс влево. Я сразу же нацелился на вертолет, летевший сзади, и нажал на курок.

### Армянская версия
Военное руководство НКР утверждает, что вертолёт принадлежал этой республике. Управление информации и по связям с общественностью министерства обороны Армении сообщило, что азербайджанская армия сбила боевой вертолёт Ми-24 Армии обороны НКР.
Пресс-секретарь министерства обороны НКР Сенор Асратян сообщил, что сбитый вертолёт был атакован во время учебно-тренировочного полёта. Согласно озвученному заявлению: «Примерно в 13:45 по местному времени (12:45 мск) в среду в воздушном пространстве восточного направления карабахско-азербайджанской линии соприкосновения в результате нарушения режима прекращения огня азербайджанской стороной был сбит вертолёт Ми-24 ВВС НКР, выполнявший учебно-тренировочный полёт», а место падения вертолёта находится в непосредственной близости от линии соприкосновения
По словам главы информационного ведомства министерства обороны Армении Арцруна Ованнисяна, заявление Минобороны Азербайджана о попытке атаки позиций ВС Азербайджана «являются нелепостью», поскольку «на вертолёте не было боевого снаряжения». Позже, после попадания в сеть видео с крушением вертолёта, Ованнисян заявил, что «распространённый азербайджанской стороной видеоматериал является дополнительным доказательством того, что распространённое ранее МО Азербайджана сообщение — клевета. Видеоролик фактически доказывает, что вертолёты ВВС НКР не нарушили границу и не штурмуют какие-либо позиции», и что «в соответствие с установленным порядком, штурмующие и даже возвращающиеся после штурма вертолёты используют иную лётную тактику и иные технические средства».

## Судьба тел погибших и обломков вертолёта
По словам Сенора Асратяна, 12 ноября на месте падения армянского военного вертолёта более 8 часов продолжался интенсивный бой и армянам не удавалось подойти к месту падения вертолёта и вынести тела троих лётчиков. В свою очередь глава пресс-службы Министерства обороны Азербайджана полковник Вагиф Дяргяхлы, отрицая это утверждение, заявил, что «ни на территории, где был сбит армянский военный вертолёт, ни по другим направлениям линии соприкосновения войск интенсивные бои не идут», а «как обычно, нарушается режим прекращения огня». Представители НКР неоднократно заявляли о том, что, возможно, один из членов экипажа сбитого вертолёта может быть жив
13 ноября Госкомиссия НКР по вопросам военнопленных, заложников и без вести пропавших обратилась в миссию Международного комитета Красного креста в Степанакерте за содействием в возвращении тел сбитых пилотов.
18 ноября руководитель Рабочей группы Государственной комиссии по делам военнопленных, заложников и пропавших без вести граждан Азербайджана Фирудин Садыгов, говоря о сбитом армянском вертолёте, заявил, что «тела остались там, и ни одной стороне взять их не представилось возможным», и что, «если Азербайджан посчитает нужным, то позволит забрать тела».
19 ноября Минская группа ОБСЕ приняла заявление, в котором выразила глубокую обеспокоенность тем, что к сбитому 12 ноября азербайджанскими силами военному вертолёту не было доступа гуманитарных организаций. Минская группа призвала Азербайджан дать возможность вывезти тела погибших, а Армению всесторонне сотрудничать с попытками решения этой гуманитарной проблемы. Согласно изначальному заявлению Минской группы ОБСЕ, «обломки вертолёта лежат на сильно заминированной нейтральной территории вдоль линии соприкосновения». На следующий день первый вице-спикер Милли Меджлиса Азербайджана Зияфет Аскеров, назвав данное заявление «бессмысленным, нелогичным и провокационным», заявил, что обломки вертолёта находятся не на нейтральной территории, а на территории Азербайджана, и что «каждая из стран-членов Минской группы ОБСЕ признает территориальную целостность Азербайджана». Вскоре в своем заявлении Минская группа ОБСЕ заменила название территории, на которой находятся обломки вертолёта, с «нейтральной территории» (neutral territory) на «ничью землю» (no man’s land).
Личный представитель председателя ОБСЕ Анджей Каспршик в эфире «Общественного телевидения Арцаха» заявил о невозможности мониторинга места падения вертолёта, потому что Азербайджан не предоставил гарантии безопасности председателям ОБСЕ, сославшись на напряженную обстановку.
По сообщению министерства обороны Нагорно-Карабахской Республики от 22 ноября 2014 года, в результате проведённой ВС НКР спецоперации, с места крушения вертолёта были вынесены останки членов экипажа и некоторые части вертолёта, в ходе операции погибли двое азербайджанских солдат, с армянской стороны потерь нет. Эту информацию подтвердил также пресс-секретарь министерства обороны Армении Арцрун Ованнисян. Минобороны НКР предоставило видеокадры, заявленные как эвакуированное тело пилота и парашют, а также фотографии, заявленные как снимки, сделанные БПЛА на месте крушения вертолёта, подтверждающие эвакуацию погибшего экипажа. Согласно армянским СМИ, замминистра обороны Армении Давид Тоноян, по просьбе представителя ОБСЕ Анджея Каспршика, «представил ему факты, подтверждающие проведение карабахскими военными спецоперации по эвакуации тел членов экипажа вертолёта».
По сообщениям армянских СМИ, отец одного из членов экипажа сбитого вертолёта, лейтенанта Азата Саакяна, опознал тело сына.
Минобороны Азербайджана, в свою очередь, опровергло информацию о спецоперации по изъятию останков членов экипажа Ми-24, а также о потерях азербайджанской стороны. В пресс-службе Министерства обороны Азербайджана сообщили, что согласно их экспертам по вопросам авиации, «предоставленные армянской стороной кадры являются профессионально подготовленным видеомонтажом».
В ответ на отрицание министерством обороны Азербайджана проведения армянской стороной операции по выводу тел погибших, МО НКР заявило, что «спецоперация по эвакуации экипажа сбитого армянского вертолёта была осуществлена не только накануне, но и в день, когда Министерство обороны Азербайджана заявило о потерях на передовой, представив их жертвами армянских снайперов», напомнив, что одно из подобных сообщений азербайджанская сторона делала 20 ноября.
24 ноября глава пресс-офиса Госдепартамента США Джефф Ратке на брифинге сообщил журналистам, что США отслеживают ход операции по возврату тел пилотов.
24 ноября Министерство обороны Азербайджана, опровергая информацию о выносe останков членов экипажа, сообщило, что место крушения вертолёта находится под полным контролем вооруженных сил Азербайджана.
24 ноября, в церкви Св. Саркиса в Ереване прошла панихида по погибшим членам экипажа вертолёта, на которой присутствовали президент Армении Серж Саргсян, премьер-министр Овик Абраамян, министр обороны Сейран Оганян и другие высокопоставленные должностные лица, службу вел Католикос всех армян Гарегин II. Похороны состоялись 25 ноября в военном пантеоне «Ераблур».
По сообщению армянских СМИ, 25 ноября первый замминистра обороны Армении Давид Тоноян принял аккредитованных в Армении послов иностранных государств и военных представителей, которым представил детали операции Армии обороны НКР по эвакуации тел пилотов с района крушения вертолёта и подтверждающие их факты. Посол США в Армении Джон Хефферн заявил местным СМИ, что, по его мнению, армянской стороне удалось решить задачу возвращения останков военных их семьям для похорон с надлежащими почестями.

## Реакция

### Реакция азербайджанской стороны
В связи с событием МИД Азербайджана отметило, что «Азербайджанская Республика объявила закрытой полёты на воздушном пространстве оккупированных территорий, и оповестила об этом в соответствующем порядке всех членов международной организации гражданской авиации», заявило, что «незаконное вторжение принадлежащих Армении вертолётов в воздушное пространства Азербайджана является продолжением оккупации и агрессии Армении против Азербайджана, политики использования силы против территориальной целостности и суверенитета Азербайджана». Однако, ещё с 1996 года, воздушное пространство Нагорного Карабаха не используется гражданскими судами по причине того, что данная территория по решению ИКАО является бесполетной зоной. Заместитель руководителя аппарата президента НКР Давид Бабаян, комментируя сообщения азербайджанского МИДа о закрытии воздушного пространства заявил: «Оно действительно закрыто, но только для ВВС Азербайджана, просто они должны были иметь мужество указать и вторую часть предложения». Согласно ему полеты осуществлялись и сегодня и продолжат осуществляться. Помимо этого, спустя несколько часов после озвученного азербайджанской стороной заявления, президент Армении Серж Саргсян с целью наблюдения за военными учениями «Взаимодействие — 2014», демонстративно проигнорировав запрет Азербайджана на полеты в Карабах, прилетел в столицу НКР — Степанакерт.
Посол Азербайджана в России Полад Бюльбюльоглу 13 ноября в прямом эфире российской радиостанции «Коммерсантъ FM», комментируя инцидент с армянским вертолётом, сбитым над воздушным пространством Азербайджана, сказал, что «Азербайджан защищал и будет защищать свою территориальную целостность всеми доступными методами, в том числе и военными. Страна не раз заявляла об этом, и это ни для кого не является секретом».
13 ноября в Управлении международного военного сотрудничества министерства обороны Азербайджана состоялось мероприятие, в котором приняли участие военные атташе 13 стран. На этом мероприятии начальник Управления международного военного сотрудничества генерал-майор Гусейн Махмудов и руководитель пресс-службы минобороны Вагиф Даргяхлы подробно проинформировали гостей мероприятия об инциденте со сбитым армянским вертолётом.
Министерство обороны Азербайджана заявило, что, «согласно международным законам и решениям Международной организации гражданской авиации, все несогласованные авиационные полеты, осуществляемые над оккупированным Нагорным Карабахом, будут расцениваться как нарушение воздушных границ Азербайджана, а при повторении подобных случаев ВВС Азербайджана, обладающие самым современным вооружением, без промедления уничтожат эти цели».
В феврале 2015 года президент Азербайджана Ильхам Алиев на 51-й Мюнхенской конференции по безопасности, коснувшись темы сбитого вертолёта, заявил: «Армения начала военные учения на оккупированных территориях, в частности, в Агдаме, к которым было привлечено, согласно армянской информации, 47 тысяч военных. Они провели манёвры на оккупированной территории при использовании военной техники, авиации, вертолётов. Три дня наша армия была достаточно терпелива и не реагировала, но затем армяне выдвинули свои военные вертолёты МИ-24 на азербайджанские позиции и атаковали их. Нашей армии пришлось ответить, один из вертолётов был сбит». Однако, несмотря на заявления со стороны правительства Азербайджана о том, что вертолёт собирался атаковать азербайджанские позиции, имеющиеся свидетельства указывают на то, что вертолёт просто забрел в запретную для полетов зону, и летел параллельно линии соприкосновения войск.

### Реакция в Армении
Представитель министерства обороны Армении Арцрун Ованнисян заявил Associated Press, что «это беспрецедентная эскалация, и последствия для азербайджанской стороны будут болезненными». Комментируя заявления Баку о якобы имевшей место атаке армянским вертолётом азербайджанских позиций, он заявил «На границе Арцаха произошло беспрецедентная провокация, которая привела к обострению ситуации. Бессмысленны все утверждения Баку, что вертолёт пытался атаковать азербайджанские позиции, и они ответили ответным огнём». Согласно Ованнисяну, исследование обломков вертолёта позволит убедиться, что машина не была вооружена. МИД Армении, в свою очередь, обвинил азербайджанскую сторону в «грубом попирательстве достигнутой на последних саммитах договоренности по мирному урегулированию проблемы».

### Реакция в НКР
Министр обороны НКР Мовсес Акопян заявил сайту «Новости Армении», что «этот инцидент не останется без ответа». На встрече с представителем ОБСЕ Анджеем Каспшиком министр иностранных дел НКР Карен Мирзоян заявил, что «отсутствие адресного осуждения виновной в инцидентах стороны воспринимается в Азербайджане как лицензия на безнаказанность».

### Реакция в мире
Генеральный секретарь ОБСЕ Ламберто Занньер на слушаниях в Комитете по иностранным делам Европарламента предупредил о серьёзных последствиях этого инцидента, заявив, что «подобные инциденты могут привести к расширению конфликта, учитывая, что ситуация становится все более нестабильной». Сопредседатель Минской группы ОБСЕ от США Джеймс Уорлик 13 ноября выразил надежду, что «президенты будут соблюдать режим прекращения огня и продолжат диалог, несмотря на вчерашний инцидент». На своей странице в Твиттере он написал, что постоянный совет ОБСЕ обсуждает нагорно-карабахский конфликт в свете инцидента со сбитым накануне вертолётом.
В связи со случившимся официальный представитель Государственного департамента США Джен Псаки, завила, что эти события являются «ещё одним напоминанием о необходимости удвоить усилия по мирному урегулированию нагорно-карабахского конфликта, в том числе в целях снижения напряженности и соблюдения режима прекращения огня».
Официальный представитель МИД РФ Александр Лукашевич в ходе брифинга в Москве, комментируя инцидент с вертолётом, заявил, что напоминает руководству Азербайджана и Армении «об их ответственности в части выполнения обязательств по поиску мирного решения конфликта, которые они взяли на себя на встречах в Сочи, Нью-Порте и Париже». Лукашевич также выразил соболезнования семьям трех погибших армянских военнослужащих. Генеральный секретарь Организации договора о коллективной безопасности Николай Бордюжа сказал, что этот опасный инцидент может спровоцировать дальнейшее нагнетание обстановки в регионе. Российский политик Константин Затулин в интервью «Московскому комсомольцу» касаясь крушения вертолёта отметил «Очевидно, что напряженность прежде всего создает Азербайджан. Он в последние годы стоял за многочисленными фактами нарушения, а также взвинчивал напряженность и риторическую, и фактическую в зоне конфликта. Азербайджан рассчитывает подтолкнуть посредников к тому, чтобы они надавили на Карабах, на Армению и восприняли азербайджанский вариант решения вопроса о Нагорном Карабахе. Шла некая игра. Но сегодняшний случай является экстраординарным событием в зоне конфликта. Никогда ещё вертолёт не сбивали». Бывший полномочный представитель Президента Российской Федерации по Нагорному Карабаху и сопредседатель Минской группы ОБСЕ от России, Владимир Казимиров первопричиной поражения вертолёта назвал отказ Баку от развода сил от линии соприкосновения и последующее приближение азербайджанских позиций к позициям армян.
Старший научный сотрудник по Кавказу фонда Карнеги Томас де Ваал заявил, что «это самый худший военный инцидент за последние 20 лет с момента прекращения огня». Вдобавок он отметил, что в отличие от стрелкового, «решение о применении тяжелого оружия принимаются политическим руководством, и что подобное нападение на армянский вертолёт можно рассматривать как демонстрацию силы». По его мнению, «так Баку пытается напомнить миру, что часть международно признанной территории страны находится под контролем Армении». Де Ваал также полагает, что удар по вертолёту мог быть ответом на летнее нападение, когда 31 июля, по словам де Ваала, наступление армянских частей с трёх сторон на азербайджанские позиции привело к гибели многих азербайджанцев.
Министр обороны Турции Исмет Йылмаз, посетивший парламент для обсуждений по бюджету, заговорил о безопасности, и, коснувшись сбитого Азербайджаном армянского вертолёта, заявил, что «невозможно предугадать, что произойдет в этом регионе завтра», и подчеркнул, что страны, занимающиеся урегулированием карабахского конфликта, должны уделить этому внимание.